# Cirsium tuberosum
Cirsium tuberosum là một loài thực vật có hoa trong họ Cúc. Loài này được (L.) All. mô tả khoa học đầu tiên năm 1785.